# 小行星1220
小行星1220（1220 Crocus）是一颗围绕太阳公转的小行星。1932年2月11日，卡爾·威廉·萊茵姆特在海德堡发现了此天体。
該小行星以番紅花命名。
这颗小行星的绝对星等为334.38997等。